# Wilmer Cabrera Jr.
Wilmer Cabrera Jr. (Bogotá, Colombia; 29 de julio de 2000) es un futbolista colombiano. Juega de delantero y su equipo actual es el El Paso Locomotive FC de la USL Championship.

## Trayectoria
Cabrera creció en los Estados Unidos, y a nivel juvenil pasó por el Colorado Rapids, IMG Academy y el Houston Dynamo. Con este último club, formó parte de las filiales del club: el Brazos Valley Cavalry de la USL PDL, y el Rio Grande Valley de la USL Championship.
Entre 2019 y 2022, el colombiano jugó soccer universitario para los Butler Bulldogs de la Universidad Butler.
En diciembre de 2022, Cabrera fue seleccionado en el lugar 76 del SuperDraft de la MLS 2023 por el Chicago Fire.
En marzo de 2023 se anunció su fichaje en el Real Cartagena de la Primera B de Colombia, e inmediatamente fue cedido al Rio Grande Valley.
En agosto de 2023, Cabrera se incorporó al Greifswalder FC de la Regionalliga Nordost alemana.

## Estadísticas
Actualizado al último partido disputado el 19 de agosto de 2023.
| Club                             | Div.          | Temporada     | Liga  | Liga  | Copas nacionales | Copas nacionales | Copas internacionales | Copas internacionales | Total | Total |
| Club                             | Div.          | Temporada     | Part. | Goles | Part.            | Goles            | Part.                 | Goles                 | Part. | Goles |
| -------------------------------- | ------------- | ------------- | ----- | ----- | ---------------- | ---------------- | --------------------- | --------------------- | ----- | ----- |
| Rio Grande Valley Estados Unidos | 2.ª           | 2018          | 14    | 0     | 0                | 0                | —                     | —                     | 14    | 0     |
| Rio Grande Valley Estados Unidos | 2.ª           | 2019          | 16    | 4     | 0                | 0                | —                     | —                     | 16    | 4     |
| Rio Grande Valley Estados Unidos | 2.ª           | 2023          | 25    | 7     | 1                | 0                | —                     | —                     | 26    | 7     |
| Rio Grande Valley Estados Unidos | Total club    | Total club    | 55    | 11    | 1                | 0                | 0                     | 0                     | 56    | 11    |
| Total carrera                    | Total carrera | Total carrera | 55    | 11    | 1                | 0                | 0                     | 0                     | 56    | 11    |

## Vida personal
Es hijo de Wilmer Cabrera, exfutbolista, internacional mundialista y entrenador colombiano. Su hermano David también es futbolista.